# プロレスやろうぜ!
『プロレスやろうぜ!』（英題：LET'S PLAY PRO-WRESTLING）は、日本のスマートフォン向けゲームソフト。iOS、Android用ともZEX corporation（ゼクス）が開発。2015年配信開始。2021年1月29日配信を終了している。Android 4.1 以降、iOS 8.0以降推奨。

## 概要
2015年5月15日にオープンβテスト開始。6月8日、赤坂ガーディンシティにおいて、新日本プロレスリング株式会社と株式会社ゼクスによる会見が行われ制作を発表。Android版は2015年6月8日。iOS版は2015年7月8日に配信開始。新日本プロレス所属選手をはじめとする実名選手が登場するプロレスオンラインアプリゲーム。
当初はシングルマッチのみ可能だったが、2018年のアップデートよりタッグマッチも可能となった。また、新日本プロレスがパブリッシャーとして2015年6月にスタートしたが、2019年6月に開発元のゼクスに運営移管された。

## システム
プレイヤーは顔や髪形、コスチュームを自由に設定し、オリジナルレスラーを作成。ファイトスタイル（ストロング、サブミッション、パワー、打撃のうち1つ）、体型（ジュニアヘビー、ヘビー、スーパーヘビー、マッチョ、相撲）のスタイル、3つの得意技をセッティングし対戦レスラーと戦っていく。ヤングライオン、IWGPJr、NEVER、IWGPインターコンチ、IWGPヘビーの各ステージが用意されており、ステージごとに使用技のレベル制限など特徴が設けられていた。
技には数値、3種の属性（打撃技＝赤・投げ技＝緑・極め技＝青）が設定されており、数値の強弱、属性のよる3すくみ要素で攻撃の成否が決まり、相手の攻撃を受け切り、ダメージが溜まるほどプレイヤー側の攻撃力がアップする。コンディションの要素もあり、戦略性ある対戦をこなし、新日本プロレスの実在選手との戦いを目指していく。対戦に勝利すればパーツや技などの購入に使用できるポイントがもらえるが、一方的な試合だと点数は低く、お互いの体力を削り合うような「好勝負」になるほど高ポイントがもらえる。フォール、関節技は画面のタップ、スライドで返すことができる。
選手は3Dモデルで表現され、技のアクションも再現されていた。全国のユーザー同士で対戦できるオンラインバトル機能も実装されていた。新日本プロレスのイベントとも連動し、会場から本作にアクセスすることで、位置情報を感知しアイテムがもらえる企画も実施していた。

## 主な登場キャラクター
ゲームキャラクターとしての名義で表記。
- 棚橋弘至
- YOH
- SHO
- 髙橋ヒロム
- SANADA
- タンガ・ロア
- “キング・オブ・ダークネス”EVIL
- ジュース・ロビンソン
- マイケル・エルガン
- ジェイ・ホワイト
- エル・デスペラード
- マット・ジャクソン
- ニック・ジャクソン
- バッドラック・ファレ
- デイビーボーイ・スミスJr.
- YOSHI-HASHI
- オカダ・カズチカ
- ランス・アーチャー
- KUSHIDA
- BUSHI
- ケニー・オメガ
- タマ・トンガ
- 本間朋晃
- TAKAみちのく
- タイチ
- 内藤哲也
- 鈴木みのる
- 石井智宏
- 小島聡
- 柴田勝頼
- 外道
- 邪道
- 高橋裕二郎
- 矢野通
- 真壁刀義
- 中西学
- 永田裕志
- 天山広吉
- 田口隆祐
- 獣神サンダー・ライガー
- 後藤洋央紀
- 飯塚高史
- ザック・セイバーJr.
- S・S・マシン
- 飯伏幸太
- 金丸義信

### 期間限定キャラクター
- 天龍源一郎[7][8]
- キャプテン・ニュージャパン[9]　※リリース時にはチュートリアルナビゲーターとして登場。
- 中邑真輔
- K・アンダーソン
- Ｄ・ギャローズ
- マスカラ・ドラダ
- A・シェリー

### おもなパーツ配信
- ルーシュ、アトランティス、ボラドールJr.、U・ゲレーロ、ラ・ソンブラ[10]